# Dick Matena
Œuvres principales
- Storm (tomes 3-5)
- Virl

Dick Matena, né le 24 avril 1943 à La Haye,, est un dessinateur, illustrateur et auteur néerlandais de bande dessinée. Il publie également sous les pseudonymes A. den Dooier, John Kelly et Dick Richards. Il crée notamment les deux tomes de la série Virl, et les tomes 3 à 5 de Storm.

## Récompenses
- 1986 : prix Stripschap, pour l'ensemble de son œuvre[3],[4]
- 2003 : Adhémar de bronze[5]